# Asparagus migeodii
Asparagus migeodii är en sparrisväxtart som beskrevs av Sebsebe Demissew. Asparagus migeodii ingår i släktet sparrisar, och familjen sparrisväxter. Inga underarter finns listade i Catalogue of Life.